# MC Eiht
Аарон Тайлер (род. 22 мая 1971 года, Лос-Анджелес, Комптон), более известный под псевдонимом MC Eiht — американский рэпер. Лидер хип-хоп группы Compton’s Most Wanted.
Он взял псевдоним MC Eiht, потому что так его называли друзья и знакомые из банды Tragniew Park Compton Crips, другом одного из главарей которой он был.
MC Eiht озвучил одного из главных героев видеоигры GTA San Andreas Райдера. Известность как музыканту ему принесли выпущенные в 1990-х годах песни, такие, как All For The Money, Playaz Make The Hood Go Round, Hit The Floor, Automatic, Thicker Than Water, Streiht Up Menace и Mad City.
Также он сделал успешную карьеру актера, снявшись в таких успешных фильмах, как Угроза обществу, Thicker Than Water, Reasons и Who's Made The Potato Salad, и продюсера, спродюсировав такие хиты как Candy и Drippin' Like Water от Snoop Dogg, Flow Joe от Fat Joe и др.

## Дискография

### Студийные альбомы
- We Come Strapped (1994)
- Death Threatz (1996)
- Last Man Standing (1997)
- Section 8 (1998)
- N' My Neighborhood (2000)
- Tha8'tz Gangsta (2001)
- Hood Arrest (2003)
- Veterans Day (2004)
- Smoke In Tha City (2006)
- Keep It Hood (2013)
- Which Way Iz West (2017)
- Official (2020)

## Микстейпы
- Section 8 (1999)
- Underground Hero (2002)
- Hood Arrests (2003)
- Affiliated (2006)
- MC Eiht & Brenk Sinatra / Compton 2 Vienna Vol. 1 (2015)

## Компиляции
- Representin' (2007)
- Most Gangsta Mixes 1992-2012 (2012)